# Hrabstwo Grant (Dakota Południowa)
Hrabstwo Grant (ang. Grant County) – hrabstwo w stanie Dakota Południowa w Stanach Zjednoczonych. Obszar całkowity hrabstwa obejmuje powierzchnię 687,91 mil² (1781,68 km²). Według szacunków United States Census Bureau w roku 2009 miało 7068 mieszkańców.
Hrabstwo powstało w 1873 roku. Na jego terenie znajdują się następujące gminy (townships): Adams, Alban, Blooming Valley, Farmington, Georgia, Grant Center, Kilborn, Lura, Mazeppa, Melrose, Osceola, Troy, Vernon.

## Miejscowości
- Albee
- Big Stone City
- La Bolt
- Marvin
- Milbank
- Ortley
- Revillo
- Stockholm
- Strandburg
- Twin Brooks